# Mbita Point
Mbita Point – miasto w Kenii, nad brzegiem Jeziora Wiktorii, w hrabstwie Homa Bay. W 2019 liczyło 14,9 tys. mieszkańców.